# Motala (đô thị)
Đô thị Motala (tiếng Thụy Điển: Motala kommun) là một đô thị ở hạt Östergötland của Thụy Điển. Thủ phủ là thị xã Motala. Dân số thời điểm 31 tháng 12 năm 2000 là 42175 người.